# Trung tâm thương mại thế giới Seoul
Trung tâm thương mại thế giới Seoul (World Trade Center Seoul (WTC Seoul)) (tiếng Hàn: 한국종합무역센터; Hanja: 韓國世界貿易中心), còn được biết đến như COEX, là tòa nhà phức hợp nằm trung tâm xung quanh là Trung tâm hội nghị và triển lãm COEX trên Teheran-ro ở Samseong-dong, quận Gangnam-gu của Seoul. Nó gồm ASEM Tower, Trade Tower, và COEX InterContinental Seoul. Tòa nhà Tháp thương mại 54 tầng được xây dựng vào năm 1988 với độ cao 228 mét (748 foot), và là một trong những tòa nhà cao nhất Hàn Quốc.

## Cơ sở
- Trung tâm hội nghị và triển lãm COEX
- Trade Tower
- COEX Mall - trung tâm mua sắm dưới lòng đất và Bảo tàng Kimchi[1]
- COEX Aquarium
- ASEM Tower
- COEX Artium - mở cửa vào tháng 4 năm 2009, nó là một nhà hát riêng dành cho nhạc kịch[2]
- Khách sạn COEX InterContinental
- Convention Annex
- Oakwood Premier COEX Center - căn hộ sang trọng[3]
- Tháp sân bay thành phố
- Ga hàng không thành phố Hàn Quốc
- Khách sạn Grand InterContinental
- Cửa hàng Hyundai

## Văn hóa
- Các nội thất của căn hộ của Oakwood Premier COEX Center được sử dụng như là một địa điểm quay phim cho các ngôi nhà Paris, trong ba tập đầu tiên, của nhân vật nam chính, Han Ki-joo thủ vai bởi Park Shin-yang, trong bộ phim truyền hình của Seoul Broadcasting System (SBS) Lovers in Paris.[4]
- Một cảnh trong music video Gangnam Style của PSY được ghi hình trên nóc Tháp ASEM với Tháp thương mại làm nền.[cần dẫn nguồn]
- Legally Blonde, The Musical: 16 tháng 11 năm 2012 đến 17 tháng 3 năm 2013, CoexArtium, diễn viên Jung Eun Ji của A Pink.[5]

## Phân cấp hành chính
Phần vỉa hè dài 836 mét (914 thước Anh) dọc theo Yeongdong Boulevard từ lối thoát No.5 của Ga Samseong trên Tàu điện ngầm Seoul tuyến 2, bên ngoài Trung tâm hội nghị & sự kiện và ASEM Tower được thiết kế như một vùng tự do hút thuốc của Vùng thủ đô Seoul.

## Liên kết
- COEX Lưu trữ ngày 26 tháng 4 năm 2017 tại Wayback Machine - Trang chủ chính thức
- Trang chủ chính thức của Oakwood Premier Lưu trữ ngày 12 tháng 7 năm 2010 tại Wayback Machine